# 韦尔基尼厄勒
韦尔基尼厄勒（法語：Verquigneul，法語發音：[vɛʁkiɲœl]）是法国上法兰西大区加来海峡省的一个市镇，属于贝蒂讷区。

## 地理
韦尔基尼厄勒（50°30'15"N, 2°39'44"E）面积3.54 平方千米，位于法国上法蘭西大區加来海峡省，该省份为法国北部沿海省份，西北濒北海，南至索姆省，东临北部省。
与韦尔基尼厄勒接壤的市镇（或旧市镇、城区）包括：伯夫里、讷莱米讷、贝蒂讷、拉布尔斯、韦尔坎。
韦尔基尼厄勒的时区为UTC+01:00、UTC+02:00（夏令时）。

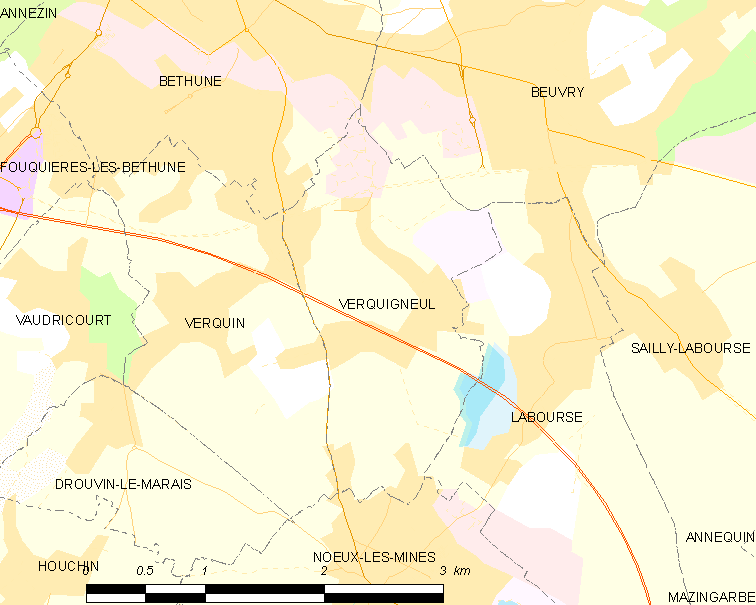
韦尔基尼厄勒的OSM定位图

## 行政
韦尔基尼厄勒的邮政编码为62113，INSEE市镇编码为62847。

## 政治
韦尔基尼厄勒所属的省级选区为伯夫里县。

## 人口

1962-2008年间韦尔基尼厄勒人口变化图示

韦尔基尼厄勒于2022年1月1日时的人口数量为2013人。